# Green Silence (альбом)
 Green Silence  — дебютний однойменний альбом гурту «Green Silence».

## Треки
1. Подорожня
2. Disco Lizzy
3. Дівчата файні
4. Самба
5. Коти на стрісі
6. L'amour de trois
7. Забери свого Пса
8. Весілля
9. Море
10. Ганджубас
11. Ріо де Жанейро
12. Румба
13. Чайка